# Hopetoun House
Hopetoun House é um castelo tradicional e residência do Conde de Hopetoun (mais tarde Marquês de Linlithgow). Localizada perto de South Queensferry, no oeste da área do conselho de Edimburgo, no sul da Escócia.

## História
A casa foi construída entre 1699-1701 e desenhada por William Bruce. Sua finalização foi então extremamente prorrogada a partir de 1721 por William Adam, até sua morte em 1748, sendo um dos seus projetos mais notáveis. O interior foi concluído por seus filhos John Adam e Robert Adam. O salão de entrada data de 1752.
A família Hope adquiriu a terra no século XVII. Charles Hope, o primeiro ocupante, tinha apenas 16 anos quando sua mãe, Lady Margaret Hope, assinou o contrato para a construção com William Bruce, em 28 de setembro de 1698. O mestre pedreiro é conhecido como Tobias Bachope de Alloa. O encanador e vidraceiro foi John Forster de Berwick.
O jardim de estilo inglês com paisagem para o parque em que se encontra foi estabelecido em 1725, também por William Adam. A frente leste concentra-se na distante ilha de Inchgarvie e North Berwick Law. O jardim murado data do final do século XVIII. Na área um monte do século XVIII, foi escavado em 1963 para revelar os restos da mansão anterior, o Castelo de Abercorn, que datam do século XV.

## Acesso

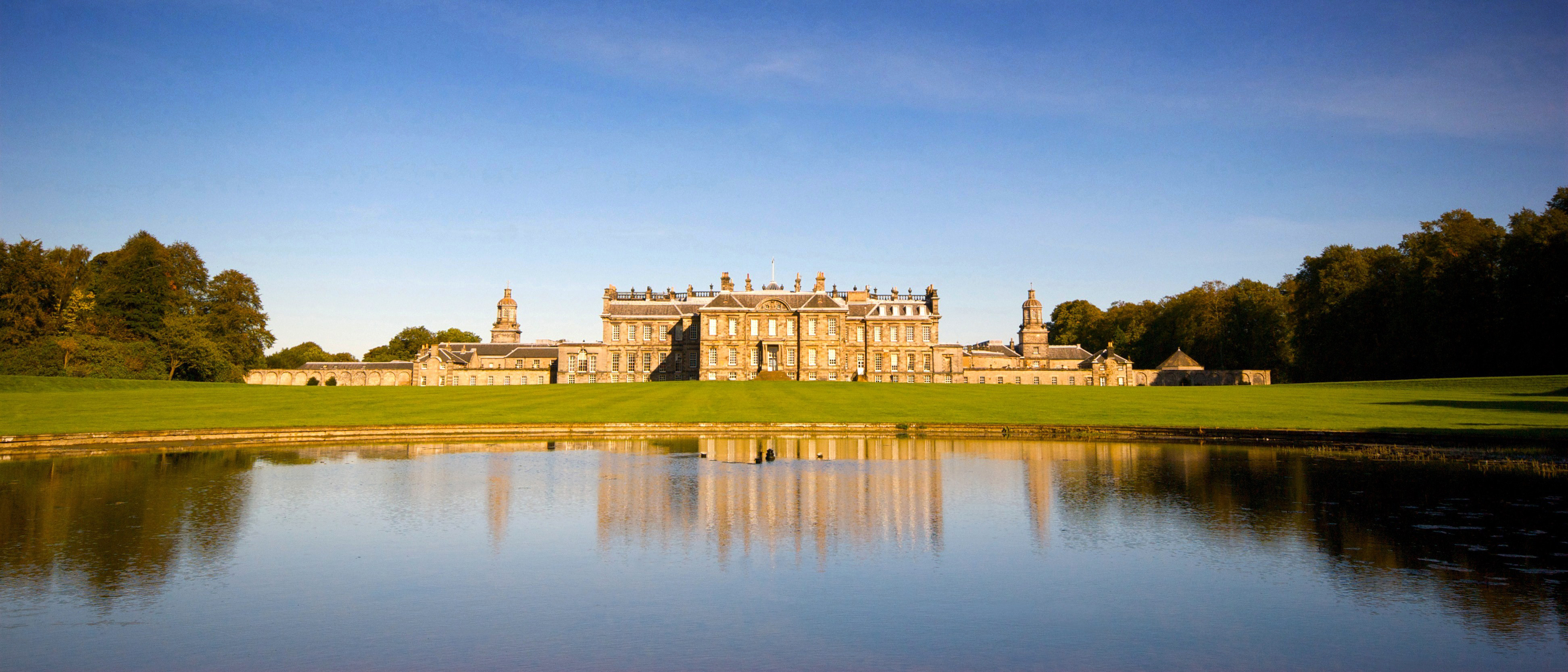
Hopetoun House e jardins.

Durante os meses de verão, o castelo e os jardins estão abertos aos visitantes. Recitais de música clássica são ocasionalmente realizados em Hopetoun House. O pianista chileno Alfredo Perl uma vez recitou Chopin no castelo. O local também pode ser deixado para casamentos, conferências e filmagens.